# ماریا کاسال
ماریا کاسال (انگلیسی: María Casal؛ زادهٔ ۲۶ فوریهٔ ۱۹۵۸) بازیگر، مجری تلویزیون و کارگردان نمایش اهل اسپانیا است.
از فیلم‌ها یا سریال‌های تلویزیونی که وی در آن نقش داشته‌است، می‌توان به بیمارستان مرکزی، سنگ‌ها، فیزیک یا شیمی، هوندرا و دردسر قریب‌الوقوع اشاره کرد.